# 湯賓尹
湯賓尹（1568年—1628年），字嘉宾，號睡庵，又號霍林，直隸宣城（今安徽）人，明朝政治人物，萬曆乙未會元、榜眼。官至南京國子監祭酒，因科場案落職。

## 生平
隆慶二年（1568年）戊辰十一月十四日生，出身贫贱，世代以耕读为业。萬曆二十二年（1594年）舉應天府鄉試第三十四名舉人。次年，會試聯捷第一名（會元）；登進士第一甲第二名（榜眼），授翰林院編修。内外制书、诏令多出其手，号称得体，受到神宗的重用。此後升爲中允，署國子監司業，升南京國子監祭酒，三次出任鄉試、會試主考官。汤宾尹好奖掖人才，以伯乐自诩，為宣党首领。湯賓尹將生員施天德之妻徐氏納為妾，徐氏不從，投缳身死。此事引起当地公愤，賓尹名声大壞，跑到浙江避風頭。生員冯应祥、芮永缙等告上官府，並为徐貞女建祠，以羞辱賓尹。芮永缙又揭发梅振祚淫乱的罪状，巡按御史王國禎把梅振祚等人逮捕問訊。歸安人韩敬慕賓尹之名，以太学生身份具五十金为贽，請業受教，二人遂成為好友。萬曆三十八年（1610年）庚戌会试，由考试官吏部侍郎萧云举、王图主持，汤宾尹为会试同考官，因搜卷薦舉其門生韓敬為狀元，一時輿論嘩然，事情最終影響為東林黨與宣黨、昆黨之爭，為東林黨爭的导火索。萬曆三十九年（1611年）被罷免。在野期間，宣党犹力庇之，“虽家居，遥执朝柄”。萬曆四十一年（1613年）御史熊廷弼党庇汤宾尹，杖責生员芮永缙，二十日後傷殘致死。御史荆養喬彈劾熊廷弼“杀人媚人”。崇祯元年（1628年），由朝臣薦起，未及而卒。

## 著作
著有《睡庵集》二十八卷。

## 家族
曾祖湯欽。祖湯滚。父湯一桂，庠生。母施氏。重庆下。弟就尹、任尹（庠生）、荐尹、遇尹、用尹、宠尹、近尹。